# Love Is Not Enough
Love Is Not Enough is het vierde studioalbum van Scram C Baby uit 2003.

## Opnamen
Na het vorige album The Happy Maker besloot de band om verder te gaan zonder Kees Toet en Peter Asselbergs. Geert de Groot werd de nieuwe bassist. Nadat Jeroen Kleijn de band verliet, werd oud drummer Robert Lagendijk bereid gevonden om weer achter de drumkit plaats te nemen. Met deze volledige en vooral na diverse tours door de Verenigde Staten goed ingespeelde ritmesectie van Solex ging de band opnieuw bij Frans Hagenaars Studio Sound Enterprise in en nam in een week het nieuwe album op. Het album verscheen op 1 december 2003 in een oplage van 600 stuks. Ieder hoesje was handgemaakt.  De eerste oplage was binnen enkele weken uitverkocht. Het album werd niet meer herdrukt.

## Ontvangst
Het album werd door de vaderlandse muziekpers juichend ontvangen. Gijsbert Kamer schreef in de Volkskrant verbijsterd te zijn door de plaat. Nanne Tepper zei in NRC Handelsblad dat "de up tempo nummers op Love is not enough tot de beste behoren die ik de laatste tijd gehoord heb." Bij het winnen van de Pop Pers Prijs in 2004 besteedde Hester Carvalho de haar gegunde pagina in het NRC Handelsblad aan een uitgebreid stuk over de band.

Ondanks de positieve recensies lukte het de band opnieuw niet om een groter publiek voor zich te winnen. Na de release deed de band een korte clubtour door Nederland.

## Muzikanten
- John Cees Smit - zang
- Frank van Praag - gitaar, zang, synth
- Geert de Groot - basgitaar, piano, gitaar, zang, synth
- Robert Lagendijk - drums

## Nummers
1. Blood On The Rocks
2. Love Is Not Enough
3. King Bolo
4. Around
5. Kill The Lesbian Underground
6. Saved By The Fuzz
7. Albino
8. The Last Of The Great Smokers
9. Intercom
10. I'll Explain It When You're Older
11. Microsoft
12. New Christians, Young Pilots
13. Whitney Museum Of Houston

Alle nummers zijn geschreven door Scram C Baby, de teksten zijn geschreven door John Cees Smit.

Productie door Frans Hagenaars en Scram C Baby.